# Левандовский, Валентий Теофил
Валентий Теофил Левандовский (пол. Walenty Teofil Lewandowski; 12 февраля 1823, Ласкажев — 22 января 1907, Кутно) — польский революционер и активный деятель национально-освободительного движения. Участник Венгерского мятежа 1848—1849 годов. Полковник повстанческих войск во время восстания 1863—1864 годов.

## Биография
Валентий Левандовский родился 12 февраля 1823 года в семье мелкого шляхтича в городе Ласкажев. Двоюродный брат священник Вавринец Левандовский (1831—1864) также активный участник Январского восстания.
Окончил реальное училище в Лукуве затем устроился работать на металлургический завод. В июне 1848 года узнав о набирающих силу революционных событиях в Галиции прибыл туда и присоединился к повстанцам. Тем не менее уже в сентябре 1848 года вынужден был, вследствие поражения революции, бежать в Венгерское королевство, где присоединился к Польским легионам, воевавшим на стороне венгров во время Венгерского восстания 1848—1849 годов.
Служил сначала в кавалерии, затем был переведен в артиллерию участвовал боях в австро-российскими войсками. К концу мятежа получил чин лейтенанта и вместе с остатками венгро-польских вооруженных формирований отступил в Османскую империю.
В 1850 году приехал в Лондон, где вступил в Польское демократическое общество и завел личное знакомство с рядом деятелей польской эмиграции в том числе с Станиславом Ворцелем. Тем не менее в конце 1851 года переехал в Париж, где ему было предоставлен вид на жительство при условии самостоятельного трудоустройства и нахождения места постоянного проживания. Левандовский поселившись в доме доктора Северина Глензовского с его помощью был принят в техническое училище в Нанси, где проучился 2 года. В 1857—1861 годах работал учителем польского языка в школе для детей польских эмигрантов в парижском районе Батиньоль также продалжая принимать активное участие в деятельности польского национально-освободительного движения. В 1861 году встречался с Людвигом Звеждовским и Сигизмундом Сераковским, которые фактический подтолкнули Левандовского к участию в подготовке будущего мятежа в Царстве Польском.

## Участие в восстании 1863—1864 годов
Прибыв в конце декабря 1862 года в Варшаву Валентий Левандовский перешел на нелегальное положение. Приказом ЦНК 5 января 1863 года он был произведен в полковники и назначен командующим всеми повстанческими соединениями Подляского воеводства.